# 藤商事
株式会社藤商事（ふじしょうじ、英: FUJISHOJI CO., LTD.）は、大阪市中央区に本社を置くパチンコとパチスロ機の製造・販売会社。全国21か所に事業所を持つ。

## 概要
現在は主にパチンコ機の開発・供給を行っているが、パチンコ機ほどではないがパチスロ機の開発・供給も行っている。また、2016年よりスマートフォン向けゲームにも参入するなど、多角化を図っている。
パチンコ機においては、近年はCR「リング」シリーズのヒットにより、「地獄少女」や「呪怨」、「怨み屋本舗」などといった『ホラー（に近い）作品』の供給も多く見られている。そして落下役物、筐体から出る音楽、サウンド、一部の機種は引く、撃つなど盤面に役物を入れるだけではなく右側にその機種専用の役物をつけることが多い。さらに、近年は内部のゲーム性にも変化があり、特に時短機能を工夫し、例として小当たり最大で5回引くと大当たりが濃厚になるシステムや、MAXラウンドを引いた一部で大当たりの権利をストック、その間に大当たりをストック出来る抽選で見事取るとまた大当たりの権利を貰えるシステムなど、開発に力を入れている。約10年ぶりに新作が製作された「地獄少女」においては番組スポンサーも務めている。

## 沿革
- 1958年 - 創業。当初は雀球の開発・販売・リースを専門としていた
- 1966年 - じゃん球遊技機の開発、製造および貸付けを目的として株式会社藤商事を設立。
- 1972年 - アレンジボールの開発・販売を開始
- 2002年 - ISO9001取得
- 2007年 - ジャスダック上場
- 2013年 - サン電子と資本・業務提携
- 2016年 - スマートフォン向けゲーム事業に進出
- 2020年 - スマホゲーム事業を断念[1]

## パチンコ機一覧

### 旧要件機（主要機種）
- 1985年 - シャトル21（アレンジボール）
- 1987年 - ミラクル7（初のデジパチ）
- 1989年 - スリングショット（権利物）
- 1991年 - アレキング（アレパチ）
- 1992年 - アレジン、エキサイト（アレパチ）
- 1993年 - アレンジマン（アレパチ）
- 1996年 - アタック藤丸くん
- 1997年 - CRアミーゴおじさん（初のCR機）
- 2000年 - CRサンダーバード、CRゲゲゲの鬼太郎
- 2001年 - CRゴーストバスターズ、CRじゃりン子チエ
- 2002年 - CRかっぱ64、CRダーティペア
- 2003年 - CRおいっ鬼太郎
- 2004年 - CR暴れん坊将軍、CR松居直美、CR水前寺清子

### 2004年改正規則準拠機
| 機種名                                                      | 発売年月   | 備考                                                                    |
| ----------------------------------------------------------- | ---------- | ----------------------------------------------------------------------- |
| CR吉幾三                                                    | 2005年3月  | 初の新要件機、新枠「パレットキューブ」採用                              |
| CR杉様のこれにて大当り                                      | 2005年5月  |                                                                         |
| CRキョンシー                                                | 2005年6月  |                                                                         |
| CR赤胴鈴之助                                                | 2005年9月  |                                                                         |
| CRドルフィンダイブ                                          | 2005年12月 | 初の甘デジスペック発売                                                  |
| CR渡り鳥AKIRA                                               | 2006年2月  | ダブルアタッカー初採用                                                  |
| CRゲゲゲの鬼太郎3                                           | 2006年4月  |                                                                         |
| CRマツケンサンバII                                          | 2006年5月  |                                                                         |
| CRサンダーバードIII                                         | 2006年7月  |                                                                         |
| CRピンクパンサーII                                          | 2006年9月  |                                                                         |
| CR暴れん坊将軍2                                             | 2006年11月 |                                                                         |
| CRあま10                                                    | 2006年11月 | 普通機タイプ                                                            |
| CR大江戸捜査網                                              | 2007年1月  |                                                                         |
| CRリング                                                    | 2007年3月  |                                                                         |
| CRAサンダーバードウイング                                   | 2007年5月  | 直撃大当たり搭載の羽根モノタイプ                                        |
| CRかっぱ伝説                                                | 2007年5月  |                                                                         |
| CRプロジェクトA                                             | 2007年6月  |                                                                         |
| CR島倉千代子の千代姫七変化                                  | 2007年8月  |                                                                         |
| CRジュマンジ                                                | 2007年9月  |                                                                         |
| CR宇宙戦艦ヤマト                                            | 2007年12月 | 新枠「オーバルワン」採用                                                |
| CRエイリアンVSプレデター                                    | 2008年1月  |                                                                         |
| CR千昌夫〜北国の春〜                                        | 2008年3月  |                                                                         |
| CR鞍馬天狗                                                  | 2008年5月  |                                                                         |
| CRジュラシックパークMAX                                     | 2008年8月  | 2002年に京楽から発売された「CRジュラシックパーク」とは別                |
| CR暴れん坊将軍3〜天下の悪党成敗編〜                         | 2008年9月  |                                                                         |
| CRテリーチューンズマイティマウス                            | 2008年10月 |                                                                         |
| CRゴースト ニューヨークの幻                                 | 2008年11月 |                                                                         |
| CR宇宙戦艦ヤマト2                                           | 2009年3月  |                                                                         |
| CRサンダーバード〜宇宙救助隊発進!〜                         | 2009年6月  |                                                                         |
| CR桃太郎侍 天に代わって鬼退治致す!                          | 2009年7月  |                                                                         |
| CR相川七瀬〜時空の翼〜                                      | 2009年9月  | 6回リミッター確変機                                                     |
| CRダイ・ハード                                              | 2009年10月 |                                                                         |
| CR新暴れん坊将軍 吉宗危機一髪!                              | 2010年1月  | シリーズ第4弾、実写部分は全編新規撮影、新枠「クリスタルファイヤー」採用 |
| CRアレ!キング                                               | 2010年2月  |                                                                         |
| CR宇宙戦艦ヤマト3                                           | 2010年3月  |                                                                         |
| CRゴーストバスターズ                                        | 2010年4月  |                                                                         |
| CR覇王信長                                                  | 2010年8月  |                                                                         |
| CR勇者ライディーン                                          | 2010年8月  | 確変転落抽選タイプ                                                      |
| CRヴァン・ヘルシング〜ハンティングラッシュ〜                | 2010年9月  | 10回リミッター確変機                                                    |
| CRジュラシックパークMAX2                                    | 2010年12月 | 裸視3D液晶を搭載                                                        |
| CR新暴れん坊将軍 不死身の闇烏                               | 2011年2月  | シリーズ第5弾                                                           |
| CRゲゲゲの鬼太郎〜妖怪頂上決戦〜                            | 2011年5月  |                                                                         |
| CR八丁堀の七人                                              | 2011年6月  |                                                                         |
| CRリング 呪いの七日間                                       | 2011年6月  |                                                                         |
| CR地獄少女                                                  | 2011年11月 |                                                                         |
| CRべにしゃち                                                | 2011年12月 |                                                                         |
| CR RAVE エンドレスバトル                                    | 2012年2月  |                                                                         |
| CRデビルマンレディー                                        | 2012年5月  |                                                                         |
| CR哭きの竜                                                  | 2012年6月  | 新枠「シャイニングウォール」採用                                        |
| CR桃太郎侍〜怒〜                                            | 2012年7月  | シリーズ第2弾                                                           |
| CR元祖ハロー!プロジェクト                                   | 2012年10月 |                                                                         |
| CRオーメン                                                  | 2012年10月 |                                                                         |
| CR龍玉八犬伝                                                | 2013年1月  |                                                                         |
| CR不思議のダンジョン 風来のシレン～すずね姫とまどろみの塔～ | 2013年3月  |                                                                         |
| CRゲゲゲの鬼太郎〜地獄からの使者〜                          | 2013年5月  | シリーズ第2弾                                                           |
| CR呪怨                                                      | 2013年8月  |                                                                         |
| CR KING of KEIBA                                            | 2013年9月  |                                                                         |
| CR新アレジン                                                | 2013年11月 |                                                                         |
| CR PROJECT ARMS                                             | 2013年12月 |                                                                         |
| CRゲゲゲの鬼太郎～墓場からの招待状～                        | 2014年1月  | シリーズ第3弾「墓場鬼太郎」がベース                                     |
| CR緋弾のアリア                                              | 2014年3月  | 同社初のライトノベル原作アニメの遊技機化                                |
| CRヴァン・ヘルシングII                                      | 2014年5月  | 突破型高継続機                                                          |
| CR嬢王                                                      | 2014年6月  |                                                                         |
| CRリング 運命の日                                           | 2014年7月  | 新筐体「エアーキャノン」採用                                            |
| CR ZETMAN -The Animation-                                   | 2014年9月  |                                                                         |
| CRアレトロン                                                | 2014年12月 | シャイニングウォール枠                                                  |
| CR地獄先生ぬ〜べ〜                                          | 2014年12月 | シャイニングウォール枠                                                  |
| CR暴れん坊将軍 怪談                                         | 2015年2月  | シリーズ初のV確変機                                                     |
| CRくのいち 彩                                               | 2015年3月  | シャイニングウォール枠                                                  |
| CR地獄少女 弐                                               | 2015年5月  | シリーズ初のV確変ループ機                                               |
| CRAクリスタル&ドラゴン                                      | 2015年5月  | 甘デジ専用機種                                                          |
| CRリング 呪い再び                                           | 2015年7月  | シリーズ初のV確変機、「CRリング 運命の日」のスペック違い版              |
| CR着信アリ                                                  | 2015年9月  | 事実上最後のMAX機                                                       |

### 2016年内規準拠機
（☆印 - 2018年改正規則に準拠する別スペック機が販売された機種）
| 機種名                           | 発売年月   | 備考                                                                                      |
| -------------------------------- | ---------- | ----------------------------------------------------------------------------------------- |
| CR RAVE この世界こそが真実だ     | 2015年10月 |                                                                                           |
| CR怨み屋本舗                     | 2015年11月 |                                                                                           |
| CRエキサイト                     | 2015年12月 |                                                                                           |
| CRAヘルプ!!!恋が丘学園おたすけ部 | 2016年3月  | ソーシャルゲームのタイアップ機、甘デジ専用機種                                            |
| CR東京レイヴンズ                 | 2016年4月  | 旧1種2種混合機                                                                            |
| CR遠山の金さん 二人の遠山桜      | 2016年7月  | 杉良太郎版・高橋英樹版の2モード選択式                                                     |
| CR仄暗い水の底から               | 2016年8月  |                                                                                           |
| CRピカれ!まるまるアイランド      | 2016年9月  |                                                                                           |
| CR戦国恋姫                       | 2016年10月 |                                                                                           |
| CR緋弾のアリアII                 | 2017年2月  |                                                                                           |
| CR Another                       | 2017年3月  | 新1種2種混合機                                                                            |
| CRマジョカマジョルナ             | 2017年3月  | ソーシャルゲームのタイアップ機、甘デジ専用機種                                            |
| CR世界でいちばん強くなりたい!    | 2017年4月  |                                                                                           |
| CR萌エキサイト                   | 2017年5月  |                                                                                           |
| CR萌え萌え大戦争 ぱちんこば〜ん  | 2017年6月  |                                                                                           |
| CRリング 終焉ノ刻                | 2017年7月  | 新筐体「クリスタルエアー」初採用、専用ユニット搭載                                        |
| CRクルクルセブン                 | 2017年7月  | エアーキャノン枠                                                                          |
| CR喰霊-零-                       | 2017年11月 |                                                                                           |
| CR地獄少女 宵伽 ☆                | 2018年1月  | 専用ユニット搭(一部のスペックのみ上部にドラムリール搭載)                                  |
| CR FAIRY TAIL ☆                  | 2018年3月  | 専用ユニット搭載                                                                          |
| CRリング 呪縛RUSH ☆              | 2018年7月  | 専用ユニット搭載                                                                          |
| CR緋弾のアリアAA ☆               | 2018年11月 | 子会社・JFJブランドの初機種(ただしFE設定付のみ藤商事ブランド)、シリーズ初の1種2種混合機。 |

### 2018年改正規則準拠機
| 機種名                                                     | 発売年月   | 備考 |
| ---------------------------------------------------------- | ---------- | --- |
| P喰霊-零- 葵上                                             | 2018年10月 | 設定非搭載・6段階設定の2スペック                                                                                 |
| P藤丸くん30min 設定付                                      | 2019年1月  | 6000FHX除く2スペックは2段階設定(6000FHXのみ設定非搭載)、エアーキャノン枠                                         |
| P暴れん坊将軍 炎獄鬼神の怪                                 | 2019年2月  | ミドルスペックは設定非搭載、甘デジ・ライトミドルは2段階設定                                                      |
| P緋弾のアリアIII 設定付                                    | 2019年5月  | 2段階設定 |
| Pリング バースデイ 呪いの始まり                            | 2019年8月  | 6段階設定、専用ユニット搭載                                                                                      |
| P貞子vs伽椰子 頂上決戦                                     | 2019年12月 | |
| P地獄少女 四                                               | 2020年2月  | JFJブランド、専用ユニット搭載                                                                                    |
| Pリング 呪いの7日間2                                       | 2020年5月  | JFJブランド、専用ユニット搭載、遊タイム搭載                                                                      |
| P遠山の金さん2 遠山桜と華の密偵                            | 2020年8月  | JFJブランド、杉良太郎版・松方弘樹版を含む3モード選択式、遊タイム搭載                                             |
| Pとある魔術の禁書目録                                      | 2020年11月 | JFJブランド、専用ユニット搭載、遊タイム搭載                                                                      |
| PA緋弾のアリアIII 設定付                                   | 2021年1月  | 6段階設定 |
| P FAIRY TAIL 2                                             | 2021年2月  | JFJブランド、巨大漫画役物などの専用ユニット搭載、遊タイム搭載                                                    |
| P緋弾のアリア～緋弾覚醒編～                                | 2021年3月  | ガバメント役物などの専用ユニット搭載、遊タイム搭載 2022年10月にミドルスペック版発売（JFJブランド、遊タイムなし） |
| P真・暴れん坊将軍 双撃                                     | 2021年8月  | 遊タイム搭載 |
| P地獄少女 華                                               | 2021年11月 | 専用ユニット搭載                                                                                                 |
| Pとある科学の超電磁砲                                      | 2022年1月  | 専用ユニット搭載、2023年3月にライトミドル版の最強御坂Ver.発売(オレンジ製、遊タイムあり)                          |
| Pどないやねん                                              | 2022年3月  | 18年ぶり（現行規則で初）のスキップ機能搭載                                                                       |
| Pアレジンプレミアム                                        | 2022年4月  | 二種タイプ |
| PストリートファイターV                                     | 2022年6月  | |
| Pサラリーマン金太郎                                        | 2022年8月  | |
| Pシンデレラブレイド                                        | 2022年9月  | JFJ製、遊タイム搭載                                                                                              |
| P新・遠山の金さん                                          | 2022年11月 | JFJ製、専用ユニット搭載、遊タイム搭載                                                                            |
| Pゴブリンスレイヤー                                        | 2023年5月  | JFJ製、2024年5月にラッキートリガー搭載スペック発売                                                               |
| スマパチRAVE 覚醒ループ                                    | 2023年7月  | スマパチ、JFJ製、クリスタルエアー枠をベースにしたスマパチ専用筐体「バーサタイル」初採用                          |
| Pリング 呪いの7日間3                                       | 2023年9月  | JFJ製、2024年8月にラッキートリガー搭載スペック発売                                                               |
| PストリートファイターV K.O.RUSH                            | 2023年10月 | |
| Pゲゲゲの鬼太郎 獅子奮迅 スマパチゲゲゲの鬼太郎 獅子奮迅SP | 2023年11月 | P機・スマパチの2スペック、スマパチはCタイム搭載 P機はオレンジ製、スマパチはJFJ製                                 |
| Pとある魔術の禁書目録2                                     | 2024年1月  | JFJ製、専用ユニット搭載、2025年2月導入の1/129のLight Ver.はラッキートリガー搭載2種タイプ                         |
| P緋弾のアリア～緋緋神降臨～                                | 2024年3月  | ラッキートリガー搭載(ラッキートリガーVer.のみ)                                                                   |
| P FAIRY TAIL これが七炎竜の力だ                            | 2024年4月  | ラッキートリガー搭載、2025年3月導入の甘デジ版(89Ver.)及び2025年9月導入の超一夜Ver.は2種タイプ                    |
| P魔王学院の不適合者                                        | 2024年6月  | ラッキートリガー搭載                                                                                             |
| P貞子                                                      | 2024年7月  | ラッキートリガー搭載                                                                                             |
| Pとある科学の超電磁砲2                                     | 2024年9月  | JFJ製、専用ユニット搭載                                                                                          |
| P世界最高の暗殺者、異世界貴族に転生する                    | 2025年1月  | JFJ製、ラッキートリガー搭載                                                                                      |
| P痛いのは嫌なので防御力に極振りしたいと思います。          | 2025年4月  | ラッキートリガー搭載                                                                                             |
| e一方通行 とある魔術の禁書目録                             | 2025年7月  | JFJ製、デカヘソ機、ラッキートリガー搭載                                                                          |

出典：パチンコ機種情報（パチンコビレッジ）／機種インデックス（P-WORLD）

## パチスロ機種一覧

### 4号機
- 2003年：ツインバーニング(/2)、サンダーバード3

### 5号機
| 機種名                                     | 発売年月   | 備考      |
| ------------------------------------------ | ---------- | --------- |
| サンダーバードNEO                          | 2006年6月  | 初の5号機 |
| パチスロ暴れん坊将軍                       | 2007年3月  |           |
| パチスロブルース・リー                     | 2007年7月  |           |
| アカギ〜永続の闘牌〜                       | 2008年10月 |           |
| COBRA -THE SLOT-                           | 2009年6月  |           |
| パチスロ エイリアンVSプレデター            | 2009年10月 |           |
| マジカルスロット 魔法少女隊アルス          | 2011年9月  |           |
| パチスロ天 天和通りの快男児                | 2012年6月  |           |
| ヴァン・ヘルシング〜ハンティングラッシュ〜 | 2013年2月  |           |
| パチスロRAVE エンドレスラッシュ            | 2013年9月  |           |
| ゲゲゲの鬼太郎〜ブラック鬼太郎の野望〜     | 2014年2月  |           |
| パチスロリング 呪いの七日間                | 2014年7月  |           |
| パチスロアレジン                           | 2014年12月 |           |
| パチスロ地獄少女                           | 2015年10月 |           |

### 5.5号機・5.9号機
| 機種名                              | 発売年月   | 備考    |
| ----------------------------------- | ---------- | ------- |
| パチスロ緋弾のアリア                | 2016年2月  |         |
| パチスロロリポップチェーンソー      | 2016年12月 |         |
| パチスロ呪怨                        | 2017年5月  |         |
| パチスロリング 終焉ノ刻             | 2017年6月  |         |
| パチスロ世界でいちばん強くなりたい! | 2017年8月  |         |
| パチスロ地獄少女 宵伽               | 2017年9月  |         |
| パチスロFAIRY TAIL                  | 2018年5月  | 5.9号機 |
| パチスロ貞子vs伽椰子                | 2018年5月  | 5.9号機 |
| パチスロ美ラメキ!                   | 2018年7月  | 5.9号機 |

### 6号機以降
| 機種名                                | 発売年月   | 備考                 |
| ------------------------------------- | ---------- | -------------------- |
| S呪怨 再誕AT                          | 2019年10月 |                      |
| S喰霊-零- 運命乱                      | 2019年12月 | JFJ製                |
| Sリング 恐襲ノ連鎖                    | 2020年1月  | JFJ製                |
| S地獄少女 あとはあなたが決めることよ  | 2020年3月  |                      |
| パチスロリング 運命の秒刻             | 2021年12月 | 6.1号機              |
| パチスロFAIRY TAIL 2                  | 2022年8月  | 6.5号機              |
| SLOTとある科学の超電磁砲              | 2022年11月 | 6.5号機              |
| パチスロ緋弾のアリアII                | 2023年2月  | 6.5号機、JFJ製       |
| Lゴブリンスレイヤー                   | 2023年4月  | スマスロ、オレンジ製 |
| パチスロ戦極恋姫                      | 2023年7月  | 6.5号機              |
| スマスロとある魔術の禁書目録          | 2023年11月 | スマスロ、JFJ製      |
| パチスロ琉神-30 スイカバージョン      | 2023年12月 | 6.5号機、オレンジ製  |
| スマスロ ゲゲゲの鬼太郎 覚醒          | 2024年8月  | スマスロ、JFJ製      |
| スマスロ一方通行 とある魔術の禁書目録 | 2024年12月 | スマスロ、オレンジ製 |

出典：パチスロ機種情報（パチンコビレッジ）／機種インデックス（P-WORLD）

## ゲーム事業
2016年にエディアとの共同開発でスマートフォン向けゲームをリリースしたが、いずれも短期間で終了した。また、2018年には単独でスマートフォン向けゲームをリリースしたが、こちらも短期間で終了した。
- マギアコネクト（2016年3月開始、同年11月終了）[6]
- アドヴェントガール（2016年7月開始、2017年1月終了）[7]
- 23/7《トゥエンティ スリー セブン》（2018年3月開始、同年12月終了）[8]

## FUJI☆7GIRLs
FUJI☆7GIRLs（フジセブンガールズ）は、2012年5月〜2015年3月の間に活動した同社のプロモーションガールユニット。メンバーは全てプラチナムプロダクション所属。7人それぞれに秘められた個性を生かし、様々な“おもてなし”でプロモーション活動を行った。

### メンバー
※生年月日順
| 名前（よみ）                  | 生年月日       | 出身地 | 血液型 | 備考                                     |
| ----------------------------- | -------------- | ------ | ------ | ---------------------------------------- |
| 小田あさ美（おだ あさみ）     | 1988年9月14日  | 埼玉県 | B型    | リーダー 2014年4月加入                   |
| 黒沢美怜（くろさわ みれい）   | 1989年3月23日  | 東京都 | O型    | D-Riveとしても活動                       |
| 桜子（さくらこ）              | 1990年8月2日   | 千葉県 | O型    | 日テレジェニック2012受賞 prediaメンバー  |
| 加藤遥（かとう はるか）       | 1990年9月14日  | 東京都 | O型    | 2014年4月加入                            |
| 馬越幸子（うまこし さちこ）   | 1991年1月5日   | 岡山県 | B型    | predia元メンバー                         |
| 矢野清香（やの さやか）       | 1991年4月24日  | 三重県 | A型    |                                          |
| 沢口けいこ（さわぐち けいこ） | 1991年11月29日 | 東京都 | O型    | prediaメンバー 2010-2011 A-classメンバー |

### 元メンバー
| 名前（よみ）              | 生年月日      | 出身地   | 血液型 | 備考                                                |
| ------------------------- | ------------- | -------- | ------ | --------------------------------------------------- |
| 鈴木咲（すずき さき）     | 1987年11月3日 | 愛知県   | O型    | 元リーダー 2009SUPER GTイメージガール 2014年3月卒業 |
| 横川ユカ（よこかわ ゆか） | 1992年8月1日  | 神奈川県 | B型    | 2014年3月卒業                                       |

## 出来事

### 登録商標拒絶事件
2004年10月、歴史上有名な人名ばかり35人分を登録商標として特許庁に出願したが、拒絶されていたことが判明。理由は「平和憲法に抵触する」「公序良俗に反する」などで、同年5月に全てを拒絶されていた。
登録申請したのは、日本人では、聖徳太子、空海、平将門、紫式部、松尾芭蕉ら23人、外国人では、エジソン、ヒトラー、リンカーン、始皇帝、ライト兄弟など12組13人。
日本弁理士会によると、商標に著名人の名をこれだけ一括出願するのは異例という。藤商事は「パチンコの新機種名をつけるときに有利なよう、他社に先駆けてまず登録をという発想だった。パロディーのつもりもあったが、配慮が足りなかった」と話していた。

### FUJI☆7GIRLsの撮影トラブル
2013年10月31日、栃木県でのロケ中に、FUJI☆7GIRLsの全員が撮影中に用いたセメントが原因による皮膚疾患を発症し、11月上旬から12月8日まで、ユニット・個人双方の活動を休止する事態となった。11月4日には、メンバー全員が所属するプラチナムプロダクションが、翌5日には、イメージガールに起用した藤商事が、それぞれ謝罪文を出した。その後、病状の回復を受けて、同年12月9日に活動再開を宣言している。
なお、活動休止中は、同社のFUJI☆7GIRLsに関連するサイトに謝罪文が掲載され、動画等のコンテンツを非公開とする等の対応が取られた。

## スポンサー番組

### 過去
- 法円坂ホラー研究会 谷町第二高等学校（BS-TBS、FUJI☆7GIRLsが出演中）
- サンデープロジェクト（ABC（朝日放送）・テレビ朝日共同制作枠）
- めちゃ×2イケてるッ!（フジテレビ系列）
- FNSの日（2007年版）（同上）
- 地獄少女 宵伽（TOKYO MXほか、2017年7月 - 9月）
- ゲゲゲの鬼太郎（フジテレビ系列、2007年・2018年）
- 片田舎のおっさん、剣聖になる（テレビ朝日系列、2025年4月 - 6月）